# Rebecca Ferguson (actriță)
Rebecca Louisa Ferguson Sundström (n. 19 octombrie 1983, Stockholm, Suedia) este o actriță suedeză. Este cel mai bine cunoscută pentru rolul Elizabeth Woodville din The White Queen (2013), pentru care a avut o nominalizare la Globul de Aur, ca Ilsa Faust în Mission: Impossible – Rogue Nation (2015) sau ca Dr. Miranda North în Life (2017). Ferguson a reinterpretat rolul Ilsa Faust în Misiune: Imposibilă. Declinul (2018).

## Filmografie

### Film
| Titlu                              | An   | Rol                 | Note               |
| ---------------------------------- | ---- | ------------------- | ------------------ |
| Drowning Ghost                     | 2004 | Amanda              |                    |
| A One-Way Trip to Antibes (sv)     | 2011 | Maria               |                    |
| Vi (sv)                            | 2013 | Linda               |                    |
| Hercules                           | 2014 | Ergenia             |                    |
| Mission: Impossible – Rogue Nation | 2015 | Ilsa Faust          |                    |
| Despite the Falling Snow           | 2016 | Katya / Lauren      |                    |
| Florence Foster Jenkins            | 2016 | Kathleen Weatherley |                    |
| The Girl on the Train              | 2016 | Anna Watson         |                    |
| Life                               | 2017 | Miranda North       |                    |
| The Snowman                        | 2017 | Katrine Bratt       |                    |
| The Greatest Showman               | 2017 | Jenny Lind          | In post-production |
| Mission: Impossible 6              | 2018 | Ilsa Faust          | Filming            |
| The Kid Who Would Be King          | 2018 |                     | Filming            |
| Man In Black International         | 2019 | Riza                |                    |

### Scurtmetraje
| Titlu        | An   | Rol               | Note |
| ------------ | ---- | ----------------- | ---- |
| Lennart      | 2010 | Hemtjänstpersonal |      |
| Puls         | 2010 | Linda             |      |
| Irresistible | 2011 | Woman             |      |

### Televiziune
| Titlu                     | An        | Rol                 | Note                               |
| ------------------------- | --------- | ------------------- | ---------------------------------- |
| Nya tider                 | 1999–2000 | Anna Gripenhielm    | 54 episoade                        |
| Ocean Ave.                | 2002      | Chrissy Eriksson    | Episodul: "#1.5"                   |
| Wallander                 | 2008      | Louise Fredman      | Episodul: "Sidetracked"            |
| The Vatican               | 2013      | Olivia Borghese     | Film TV                            |
| The Inspector and The Sea | 2013      | Jasmine Larsson     | Episodul: "Der Wolf im Schafspelz" |
| The White Queen           | 2013      | Elizabeth Woodville | Rol principal, 10 episoade         |
| The Red Tent              | 2014      | Dinah               | Lifetime miniseries, 2 episoade    |